# Sphaerogastrella angustifrons
Sphaerogastrella angustifrons är en tvåvingeart som beskrevs av Toyohi Okada 1992. Sphaerogastrella angustifrons ingår i släktet Sphaerogastrella och familjen daggflugor. Inga underarter finns listade i Catalogue of Life.